# Episodi di Law & Order - I due volti della giustizia (diciottesima stagione)
La diciottesima stagione della serie televisiva Law & Order - I due volti della giustizia, composta da 18 episodi, è stata trasmessa per la prima volta negli Stati Uniti sul canale NBC dal 2 gennaio al 21 maggio 2008.
In Italia la stagione è stata trasmessa in prima visione su Rai 3 dal 23 febbraio all'8 giugno 2012.
Il quarto episodio, previsto in onda per il 1º marzo, è stato trasmesso dopo l'ottavo: il giorno della sua prevista messa in onda fu trasmessa una puntata speciale di Blob dedicata alla morte di Lucio Dalla, che ridusse i tempi a disposizione per la trasmissione della serie e indusse la Rai a mandare in onda un solo episodio, il terzo.
| nº | Titolo originale   | Titolo italiano       | Prima TV USA     | Prima TV Italia  |
| -- | ------------------ | --------------------- | ---------------- | ---------------- |
| 1  | Called Home        | Il diritto di morire  | 2 gennaio 2008   | 23 febbraio 2012 |
| 2  | Darkness           | Black out             | 2 gennaio 2008   | 23 febbraio 2012 |
| 3  | Misbegotten        | L'escluso             | 9 gennaio 2008   | 1º marzo 2012    |
| 4  | Bottomless         | Esame di coscienza    | 16 gennaio 2008  | 22 marzo 2012    |
| 5  | Driven             | Adulti irresponsabili | 23 gennaio 2008  | 8 marzo 2012     |
| 6  | Political Animal   | Animale politico      | 30 gennaio 2008  | 8 marzo 2012     |
| 7  | Quit Claim         | Atto di rinuncia      | 6 febbraio 2008  | 15 marzo 2012    |
| 8  | Illegal            | In nome della legge   | 13 febbraio 2008 | 15 marzo 2012    |
| 9  | Executioner        | Il carnefice          | 20 febbraio 2008 | 22 marzo 2012    |
| 10 | Tango              | Vite bruciate         | 27 febbraio 2008 | 29 marzo 2012    |
| 11 | Betrayal           | L'unico grande amore  | 5 marzo 2008     | 29 marzo 2012    |
| 12 | Submission         | Oltre ogni limite     | 12 marzo 2008    | 5 aprile 2012    |
| 13 | Angelgrove         | Guerrieri di Dio      | 19 marzo 2008    | 5 aprile 2012    |
| 14 | Burn Card          | Un buon poliziotto    | 23 aprile 2008   | 11 maggio 2012   |
| 15 | Bogeyman           | Controllo della mente | 30 aprile 2008   | 18 maggio 2012   |
| 16 | Strike             | Seguire la legge      | 7 maggio 2008    | 25 maggio 2012   |
| 17 | Personae Non Grata | Amore virtuale        | 14 maggio 2008   | 1º giugno 2012   |
| 18 | Excalibur          | Gli intoccabili       | 21 maggio 2008   | 8 giugno 2012    |

## Il diritto di morire
- Titolo originale: Called Home
- Diretto da: Allen Coulter
- Scritto da: René Balcer

### Trama
Il detective Cyrus Lupo ritorna a New York dopo quattro anni nella divisione Intelligence e dopo aver appreso la notizia della morte del fratello. Lui e Green indagano con riluttanza su un altro suicidio commesso allo stesso modo e poco dopo sospettano prima di un medico e poi della figlia. I detective credono che ci sia un serial killer che provoca la fine della vita delle persone grazie a un suicidio assistito. Invece la Rubirosa si trova a dover lavorare al caso con il nuovo viceprocuratore Michael Cutter in seguito alla promozione di McCoy a procuratore capo.
- Guest star: Brad Dourif (David Lingard), Marin Ireland (Mila Hames Lindgard), Dominic Fumusa (Tom Lupo).
- Nota. L'assassino di turno David Lindgard è soprannominato Dr. Death in questo episodio. Lindgard è stato in prigione dopo aver commesso diversi suicidi assistiti ed era in prigione da circa un mese al momento dell'episodio. Il dottor Jack Kevorkian nella vita reale è stato similmente soprannominato Dr. Death ed è stato allo stesso modo in prigione per molti anni per aver commesso diversi suicidi assistiti.[13] L'episodio è stato ispirato anche agli episodi Un uomo in fin di vita e Un fardello troppo pesante.
- Nota. Seconda apparizione nella serie per Jeremy Sisto, questa volta nel ruolo del detective Cyrus Lupo, successore della detective Nina Cassady interpretata da Milena Govich.
- Nota. Prima apparizione nella serie per Linus Roache nel ruolo del viceprocuratore Michael Cutter detto Mike, successore di Jack McCoy che nel frattempo è diventato procuratore capo. Il personaggio interpretato da Sam Waterston (Jack McCoy) sostituisce pertanto quello interpretato da Fred Dalton Thompson Arthur Branch. Thompson lasciò la serie per candidarsi alle elezioni presidenziali del 2008. In una conversazione alla fine dell'episodio Una bella famiglia, Branch avrebbe lasciato intendere che un giorno McCoy lo avrebbe sostituito come procuratore distrettuale. Per ironia della sorte, nell'episodio Patteggiamento, Branch aveva detto a McCoy che era un ottimo procuratore, ma che non sarebbe mai stato un procuratore capo.
- Ascolti Italia: telespettatori 911 000 – share 3,09%[1]

## Black out
- Titolo originale: Darkness
- Diretto da: Michael Dinner
- Scritto da: William N. Fordes e David Slack

### Trama
Green e Lupo (al suo primo caso ufficiale) indagano su una serie di eventi avvenuti durante un black out in tutta la città, tra cui il rapimento di una madre e di sua figlia e l'omicidio della loro colf. I detective trovano il nascondiglio dei rapitori con il cadavere della donna e la figlia viva. In seguito scoprono che i rapitori sapevano che ci sarebbe stato il black out e che il marito e padre delle vittime potrebbe essere coinvolto in questo.
- Guest star: Thomas McCarty (John Conlan), Valentina De Angelis (Katie Conlan), Patrick Stump (Marty Dressler)
- Nota. Questo episodio è ispirato allo scandalo Enron e la relativa crisi elettrica in California.
- Ascolti Italia: telespettatori 791 000 – share 3,04%[1]

## L'escluso
- Titolo originale: Misbegotten
- Diretto da: Michael Watkins
- Scritto da: David Wilcox e Stephanie Sengupta

### Trama
Green e Lupo indagano su un’esplosione dentro l’ascensore di un palazzo, in cui una guardia di sicurezza incinta viene gravemente ferita. Si scopre che il vero obbiettivo è uno scienziato convinto di aver scoperto il “gene gay”.
- Guest star: Kevin Rankin (Dean Emerson)
- Nota. Questo episodio è ispirato ai controversi studi sul gene gay.
- Ascolti Italia: telespettatori 520 000 – share 2,11%[2]

## Esame di coscienza
- Titolo originale: Bottomless
- Diretto da: Alex Chapple
- Scritto da: Ed Zuckerman

### Trama
L'investigazione su un paio di pantaloni scomparsi porta Green e Lupo all'omicidio di un giovane avvocato. Si sospetta di un insabbiamento aziendale da parte di una massiccia catena di grandi magazzini per colpa di una crisi della salute pubblica. Cutter e Rubirosa credono che un dipendente dell'azienda abbia ucciso l'avvocato per rubare i pantaloni. Così cercano di convincere un vecchio superiore della Van Buren a testimoniare contro l'uomo.
- Guest star: Will Chase (Derek Cahill)
- Nota. Questo episodio è ispirato a tre casi avvenuti realmente: il primo è sul caso Pearson contro Chung del 2005, il secondo è sui richiami all'esportazione cinese del 2007 e il terzo è sugli sforzi di etica da parte della multinazionale del commercio al dettaglio Walmart.
- Ascolti Italia: telespettatori 826 000 – share 3,02%[3]

## Adulti irresponsabili
- Titolo originale: Driven
- Diretto da: Alan Taylor
- Scritto da: Richard Sweren e Gina Gionfriddo

### Trama
Green e Lupo indagano sulla sparatoria che ha portato alla morte di un adolescente bianco e di una bambina di colore. Ben presto si sospetta che possa essere un caso razziale visto che coinvolge anche un padre di famiglia, anch'esso di colore, che confessa quasi subito la sparatoria per paura che suo figlio sia in pericolo insieme a una donna e a due ragazzi bianchi. Cutter e Rubirosa credono che la donna bianca abbia preso parte alla sparatoria e la loro ipotesi sembra confermata quando la donna viene incriminata, grazie alla mazza da baseball di una delle due vittime.
- Guest star: Ally Walker (Gretchen Steel), Kevin Carroll (Ray Manning), Tristan Wilds (Will Manning)
- Nota. Questo episodio è ispirato a due casi avvenuti: il primo è sul caso di Eva Daley, condannata a 15 anni di reclusione per omicidio di secondo grado per la morte di un ragazzo latino di 13 anni, José Canò; invece il secondo caso è sui "Jena Six", un gruppo di sei adolescenti di colore condannati per il tentato omicidio di Justin Barker, un adolescente bianco.
- Ascolti Italia: telespettatori 987 000 – share 3,65%[4]

## Animale politico
- Titolo originale: Political Animal
- Diretto da: Jean de Segonzac
- Scritto da: Ed Zuckerman e David Slack

### Trama
Green e Lupo indagano sul triplice omicidio avvenuto nell'appartamento di una delle tre vittime. Si sospetta anche dell'aiutante di un politico che si scopre essere un artista della truffa. Cutter e Rubirosa gettano ragionevoli dubbi sull'uomo che punta il dito contro i politici che l'hanno sostenuto.
- Guest star: John Ortiz (Victor Vargas)
- Nota. Questo episodio è ispirato a tre casi reali: il primo è lo scandalo che coinvolse Norman Hsu, accusato di frode nel 2007 e diventato latitante prima di essere arrestato[14]; il secondo caso è lo scandalo che coinvolse il senatore Larry Craig: il senatore fece una campagna contro i diritti sui gay, ma fu sorpreso nei bagni pubblici di un aeroporto di Minneapolis insieme a un poliziotto sotto copertura mentre si baciavano; lo scandalo gli costò la sua carriera politica. Infine il terzo caso è ispirato al suicidio del viceconsigliere della Casa Bianca Vince Foster, avvenuto il 20 luglio 1993, e alle sue teorie complottiste.
- Nota. Il personaggio interpretato da Jayne Atkinson, Melanie Carver, è ispirato all'ex first lady Hillary Clinton.[senza fonte]
- Ascolti Italia: telespettatori 787 000 – share 3,68%[4]

## Atto di rinuncia
- Titolo originale: Quit Claim
- Diretto da: Jim McKay
- Scritto da: William N. Fordes e David Wilcox

### Trama
Un incidente stradale con due vittime riconduce a una truffa immobiliare, ma il lavoro sotto copertura di Green, Rubirosa e Lupo prende una svolta sorprendente che contrappone McCoy all'ufficio del procuratore degli Stati Uniti.
- Ascolti Italia: telespettatori 848 000 – share 3,10%[5]

## In nome della legge
- Titolo originale: Illegal
- Diretto da: Constantine Makris
- Scritto da: William N. Fordes e David Slack

### Trama
Una rivolta a una manifestazione sull'immigrazione finisce con un omicidio e il clima politico spinge McCoy a nominare un procuratore speciale, aumentando le tensioni in ufficio.
- Ascolti Italia: telespettatori 668 000 – share 2,80%[5]

## Il carnefice
- Titolo originale: Executioner
- Diretto da: Constantine Makris
- Scritto da: Richard Sweren e Gina Gionfriddo

### Trama
Un caso di scambio di identità porta Green e Lupo a sospettare che un medico assassinato possa essersi trovato nel posto sbagliato al momento sbagliato.
- Ascolti Italia: telespettatori 718 000 – share 3,06%[3]

## Vite bruciate
- Titolo originale: Tango
- Diretto da: Dean White
- Scritto da: Stephanie Sengupta

### Trama
Una festa del liceo si trasforma in tragedia quando l'adolescente Ann-Marie Liscombe viene trovata morta e gli investigatori finiscono per giocare con i due principali sospettati per scoprire la vera storia. Sfortunatamente, le attenzioni indesiderate di un giurato nei confronti dell'avvocatessa Rubirosa potrebbero interrompere il processo.
- Ascolti Italia: telespettatori 828 000 – share 2,87%[6]

## L'unico grande amore
- Titolo originale: Betrayal
- Diretto da: Marc Levin
- Scritto da: Richard Sweren e Gina Gionfriddo

### Trama
L'omicidio di Isaac Waxman, uno psichiatra, concentra la lista dei sospettati sui suoi clienti e sulla moglie e la difesa dell'assassino sfiderà l'ufficio del procuratore distrettuale a dimostrare in qualche modo alla giuria che una brutta infanzia non è una giustificazione per il crimine.
- Ascolti Italia: telespettatori 648 000 – share 2,54%[6]

## Oltre ogni limite
- Titolo originale: Submission
- Diretto da: Constantine Makris
- Scritto da: Ed Zuckerman

### Trama
Quando la polizia chiude una rete di combattimenti tra cani, l'indagine diventa un caso di omicidio dopo che il dito di una donna viene trovato all'interno di uno dei cani; le cose si complicano man mano che il caso si approfondisce e l'interesse di un giornalista invadente si accende.
- Ascolti Italia: telespettatori 1 021 000 – share 3,88%[7]

## Guerrieri di Dio
- Titolo originale: Angelgrove
- Diretto da: Darnell Martin
- Scritto da: David Wilcox e Stephanie Sengupta

### Trama
Una conversazione registrata vede Lupo e Green approfondire la vita personale e familiare di Audrey Lortell, una mercante d'arte assassinata e sospettata di collegamenti con attività terroristiche.
- Ascolti Italia: telespettatori 887 000 – share 3,85%[7]

## Un buon poliziotto
- Titolo originale: Burn Card
- Diretto da: Mario Van Peebles
- Scritto da: Ed Zuckerman e David Wilcox

### Trama
Gli Affari Interni hanno un interesse speciale per Ed dopo che ha sparato a un giocatore d'azzardo che potrebbe essere collegato a un caso in corso. L'indagine porta alla luce una parte del suo passato che si è sforzato di nascondere. Alla fine, Green lascia il 27º distretto anche se tutte le accuse contro di lui sono state ritirate e viene scagionato.
- Nota. In questo episodio si ha l'ultima apparizione di Jesse L. Martin nel ruolo del detective Ed Green e la prima apparizione di Anthony Anderson nei panni del detective degli affari interni Kevin Bernard. Diventerà il detective junior, con il detective senior Lupo, nel prossimo episodio.
- Nota. Il detective Cyrus Lupo viene promosso a detective senior.
- Ascolti Italia: telespettatori 644 000 – share 3,96%[8]

## Controllo della mente
- Titolo originale: Bogeyman
- Diretto da: Tim Hunter
- Scritto da: Gina Gionfriddo e Richard Sweren

### Trama
L'apparente suicidio di una scrittrice si trasforma in un'indagine per omicidio. I sospettati includono una setta e suo marito. Il caso di Cutter è messo a repentaglio dalle tattiche di manipolazione indiretta dell'avvocato difensore, che cerca di spaventare i giurati.
- Ascolti Italia: telespettatori 655 000 – share 3,96%[9]

## Seguire la legge
- Titolo originale: Strike
- Diretto da: Marisol Torres
- Scritto da: William N. Fordes e David Slack

### Trama
Uno sciopero del patrocinio legale si conclude con la morte di un assistente legale e le indagini portano a un professionista di golf che proclama ancora una volta la sua innocenza. Poi il caso prende una svolta ancora più strana quando Rubirosa si scontra con Cutter a causa dello sciopero da cui tutto ha avuto inizio.
- Ascolti Italia: telespettatori 661 000 – share 4,69%[10]

## Amore virtuale
- Titolo originale: Personae Non Grata
- Diretto da: John Coles
- Scritto da: Stephanie Sengupta e Matthew McGough

### Trama
Una storia d'amore online potrebbe essere al centro dell'omicidio di un meccanico, ma i detective Lupo e Bernard devono svelare alcuni sviluppi davvero bizzarri prima che la storia completa sia conosciuta.
- Ascolti Italia: telespettatori 625 000 – share 4,37%[11]

## Gli intoccabili
- Titolo originale: Excalibur
- Diretto da: Jim McKay
- Scritto da: René Balcer e Ed Zuckerman

### Trama
L'omicidio di un gioielliere potrebbe avere legami con un giro di prostituzione. Una volta che il caso passa al processo, il lavoro di McCoy è in gioco mentre vengono richiesti dei favori.
- Ascolti Italia: telespettatori 782 000 – share 5,09%[12]